# Judo en los Juegos Paralímpicos
El judo adaptado fue incluido en los Juegos Paralímpicos de Verano desde la octava edición que se celebró en Seúl (Corea del Sur) en 1988.

## Ediciones
| N.º  | Año  | Sede           | País           |
| ---- | ---- | -------------- | -------------- |
| I    | 1988 | Seúl           | Corea del Sur  |
| II   | 1992 | Barcelona      | España         |
| III  | 1996 | Atlanta        | Estados Unidos |
| IV   | 2000 | Sídney         | Australia      |
| V    | 2004 | Atenas         | Grecia         |
| VI   | 2008 | Pekín          | China          |
| VII  | 2012 | Londres        | Reino Unido    |
| VIII | 2016 | Río de Janeiro | Brasil         |
| IX   | 2020 | Tokio          | Japón          |
| X    | 2024 | París          | Francia        |

## Medallero histórico
- Actualizado hasta París 2024.[2]

| Núm. | País                          | Oro | Plata | Bronce | Total |
| ---- | ----------------------------- | --- | ----- | ------ | ----- |
| 1    | Japón (JPN)                   | 14  | 10    | 12     | 36    |
| 2    | República Popular China (CHN) | 11  | 11    | 9      | 31    |
| 3    | Azerbaiyán (AZE)              | 11  | 3     | 6      | 20    |
| 4    | Brasil (BRA)                  | 9   | 11    | 13     | 33    |
| 5    | Ucrania (UKR)                 | 7   | 4     | 14     | 25    |
| 6    | Uzbekistán (UZB)              | 6   | 5     | 10     | 21    |
| 7    | Cuba (CUB)                    | 6   | 1     | 7      | 14    |
| 8    | Argelia (ALG)                 | 5   | 0     | 6      | 11    |
| 9    | Francia (FRA)                 | 4   | 9     | 14     | 27    |
| 10   | España (ESP)                  | 4   | 9     | 8      | 21    |
| 11   | Reino Unido (GBR)             | 4   | 5     | 10     | 19    |
| 12   | Alemania (GER)                | 4   | 4     | 9      | 17    |
| 13   | Corea del Sur (KOR)           | 4   | 2     | 8      | 14    |
| 14   | México (MEX)                  | 3   | 1     | 3      | 7     |
| 15   | Estados Unidos (USA)          | 2   | 8     | 14     | 24    |
| 16   | Rusia (RUS)                   | 2   | 5     | 15     | 22    |
| 17   | Irán (IRI)                    | 2   | 2     | 1      | 5     |
| 18   | Austria (AUT)                 | 2   | 0     | 0      | 2     |
| 19   | Georgia (GEO)                 | 1   | 5     | 1      | 7     |
| 20   | Kazajistán (KAZ)              | 1   | 4     | 3      | 8     |
| 21   | Turquía (TUR)                 | 1   | 1     | 8      | 10    |
| 22   | China Taipéi (TPE)            | 1   | 1     | 2      | 4     |
| 23   | Venezuela (VEN)               | 1   | 0     | 4      | 5     |
| 24   | Rumania (ROU)                 | 1   | 0     | 2      | 3     |
| 25   | Australia (AUS)               | 1   | 0     | 0      | 1     |
| 26   | Argentina (ARG)               | 0   | 2     | 4      | 6     |
| 27   | Canadá (CAN)                  | 0   | 1     | 4      | 5     |
| 27   | Italia (ITA)                  | 0   | 1     | 4      | 5     |
| 29   | Equipo Unificado (EUN)        | 0   | 1     | 2      | 3     |
| 30   | Moldavia (MDA)                | 0   | 1     | 1      | 2     |
| 31   | Hungría (HUN)                 | 0   | 0     | 5      | 5     |
| 32   | Lituania (LTU)                | 0   | 0     | 4      | 4     |
| 33   | RPC (RPC)                     | 0   | 0     | 3      | 3     |
| 34   | Finlandia (FIN)               | 0   | 0     | 2      | 2     |
| 34   | Suecia (SWE)                  | 0   | 0     | 2      | 2     |
| 36   | Grecia (GRE)                  | 0   | 0     | 1      | 1     |
| 36   | India (IND)                   | 0   | 0     | 1      | 1     |
| 36   | Mongolia (MGL)                | 0   | 0     | 1      | 1     |
| 36   | Países Bajos (NED)            | 0   | 0     | 1      | 1     |
| 36   | Portugal (POR)                | 0   | 0     | 1      | 1     |
|      | TOTAL                         | 107 | 107   | 215    | 429   |